# Juiaparus
Juiaparus is een kevergeslacht uit de familie van de boktorren (Cerambycidae). De wetenschappelijke naam van het geslacht werd voor het eerst geldig gepubliceerd in 2002 door Martins & Monné.

## Soorten
Juiaparus omvat de volgende soorten:
- Juiaparus batus (Linnaeus, 1758)
- Juiaparus erythropus (Nonfried, 1895)
- Juiaparus lasiocerus (Gahan, 1892)
- Juiaparus mexicanus (Thomson, 1861)
- Juiaparus punctulatus (Gahan, 1892)